# Pysäjärvi (sjö i Finland)
Pysäjärvi är en sjö i Finland. Den ligger i kommunen Övertorneå i landskapet Lappland, i den norra delen av landet, 700 km norr om huvudstaden Helsingfors. Pysäjärvi ligger 85 meter över havet. Arean är 45,5 hektar och strandlinjen är 7,84 kilometer lång. Sjön  ingår i Torne älvs huvudavrinningsområde. 